# Albert Andersson (båtkonstruktör)
För andra betydelser, se Albert Andersson.
Johan Albert Anderson, född 10 december 1853 i Karl Johans församling, Göteborg, död 21 maj 1926 Maria Magdalena församling Stockholm, var en svensk båtkonstruktör, utbildad vid dåvarande Göteborgs skeppsbyggnadsinstitut, senare Chalmers tekniska högskola, där han senare var verksam som lärare under 1880-talet.
Under sin tid som lärare på skeppsbyggnadsinstitutet hade han bland andra de kommande båtkonstruktörerna Axel Nygren, Hugo Schubert och C. O. Liljegren som elever.
Anderson ritade ett flertal kravellbyggda lotsbåtar i kosterstil, samt båtar för nöjessegling i olika klasser. Några av hans mest kända större verk är den 15,7 meter långa skärgårdskryssaren Mejt II till Anders Zorn, byggd på Löfholmsvarvet, samt Valkyrian, en större lustyacht,  senare i skeppsredaren Dan Broströms ägo. 
I Sjöhistoriska Museets samlingar finns cirka 750 ritningar av Anderson, allt från mindre båtar med en längd av fem till sex meter upp till stora yachter.

## Konstruerade båtar i urval
- 1897 Ingeborg, segelbåt, 22,0 meter, byggd på Mälarvarvet
- 1894 Bel Rose, klipper, byggd på Petter Eliassons varv på Lindholmen i Göteborg
- 1911 Mejt II, segelbåt åt Anders Zorn, byggd på Löfholmsvarvet
- 1912 Bohème, skärgårdskryssare, byggd på Neglingevarvet